# Austrothaumalea australis
Austrothaumalea australis är en tvåvingeart som beskrevs av Günther Theischinger 1986. Austrothaumalea australis ingår i släktet Austrothaumalea och familjen mätarmyggor. Inga underarter finns listade.